# 2006年12月逝世人物列表
2006年逝世人物列表：1月 - 2月 - 3月 - 4月 - 5月 - 6月 - 7月 - 8月 - 9月 - 10月 - 11月 - 12月
2006年12月逝世人物列表，是用於匯總2006年12月期間逝世人物的列表。

## 依日期排序

### 1日
- 克勞德·傑德（Claude Jade），58歲，法國女演員（Baisers Volés，L'Amour en Fuite，Topaz），轉移性眼癌。 [1]
- 赫伯特·古爾斯基（Herbert Gursky），76歲，美國海軍研究實驗室的天體物理學家，胃癌。[2]
- 傑弗里·科林·蓋伊（Geoffrey Colin Guy），86歲，英國飛行員和殖民地總督。[3]
- 席德·雷蒙德（Sid Raymond），97歲，美國角色演員，為嬰兒休伊配音，中風併發症。[4]
- Ali Khan Samsudin，48歲，馬來西亞“蛇王”，毒蛇咬傷。[5]

### 2日
- 鮑勃·貝瑞（Bob Berry），80歲，英國板球運動員，自然原因。[6]
- 科琳娜·克拉克（Corinne Clark），83歲，美國棒球運動員（全美女子職業棒球聯盟）。[7]
- 卡里·愛德華茲（kari edwards），52歲，美國詩人，藝術家和性別活動家，心力衰竭。[8]
- 庫爾特·利普斯坦（Kurt Lipstein），97歲，德國出生的法律學者。[9]
- 瑪麗斯卡·維雷斯（Mariska Veres），59歲，荷蘭歌手，Shocking Blue（金星），癌症。[10]

### 3日
- 克雷格·辛頓（Craig Hinton），42歲，英國科幻作家，心臟病發作。[11]
- 比利·克勞斯（Billy Klaus），77歲，美國棒球遊擊手和三壘手。[12]
- Ferenc Machos，74歲，匈牙利足球運動員。[13]
- 洛根·懷特赫斯特（Logan Whitehurst），29歲，美國歌手和詞曲作者（The Velvet Teen），腦癌。[14]

### 4日
- 彼得·加茲登爵士，77歲，英國倫敦市長（1979-1980）。[15]
- 约瑟夫·基-泽尔博（Joseph Ki-Zerbo），84歲，布吉納法索政治家，自然原因。[16]
- 詹姆斯·金（James Kim），35歲，美國CNET編輯，暴露和體溫過低。[17]
- 羅德尼·李約瑟（Rodney Needham），83歲，英國社會人類學家。[18]
- Len Sutton，81歲，美國印第安納波利斯500賽車手，癌症。[19]
- 亞當·威廉姆斯（Adam Williams），82歲，美國演員（《西北偏北》、《大熱》、《恐懼出擊》），淋巴瘤。[20]

### 5日
- 大卫·布龙斯坦（David Bronstein），82歲，烏克蘭國際象棋大師和作家，蘇聯冠軍，自然原因。[21]
- 埃裡克·考克斯（Eric Cox），83歲，澳大利亞橄欖球聯盟球員，裁判和行政人員，肺炎和中風。[22]
- 邁克爾·吉爾登（Michael Gilden），44歲，美國演員（《海軍罪案調查處》、《絕地歸來》、《低俗小說》），顯然是自殺。[23]
- Gerry Humphreys，75歲，威爾士音響工程師（Gandhi，A Chorus Line，Blade Runner）。[24]
- Gernot Jurtin，51歲，奧地利足球運動員，癌症。[25][26]
- 蒂莫西·莫克森（Timothy Moxon），82歲，英國演員和企業家。[27]
- 范·史密斯（Van Smith），61歲，美國服裝和化妝設計師（粉紅火烈鳥，髮膠，哭泣的嬰兒），心臟病發作。[28]

### 6日
- Han Ahmedow，70歲，土庫曼總理（1989-1992），心臟病發作。[29]
- 達倫·布朗（Darren Brown），44歲，英國音樂家兼主唱（Mega City Four），中風。[30]
- 拉塞爾·布坎南（Russell Buchanan），106歲，美國第一次世界大戰老兵，中風。[31]
- 雨果·科雷斯（Hugo Cores），69歲，烏拉圭歷史學家，勞工領袖和政治家，副手（1990-1994），中風。[32]
- 撒母耳·德文斯（Samuel Devons），92歲，哥倫比亞大學的英國物理學家和科學史學家，心力衰竭。[33]
- 安德拉·佛蘭克林（Andra Franklin），47歲，美式橄欖球運動員（邁阿密海豚隊），心力衰竭。[34]
- Mavis Pugh，92歲，英國女演員（You Rang，M'Lord？），自然原因。[35]
- 羅伯特·羅森布魯姆（Robert Rosenblum），79歲，美國藝術史學家、策展人和作家，結腸癌。[36]
- 威廉·薩爾瑟（William Salcer），82歲，捷克斯洛伐克出生的美國發明家和大屠殺倖存者，白血病。[37]

### 7日
- 柳本·贝罗夫，81歲，保加利亞總理（1992-1994），癌症。[38]
- 凱文·貝瑞，61歲，1964年夏季奧運會200米蝶泳金牌得主，腦瘤。[39]
- 德斯蒙德·布裡斯科（Desmond Briscoe），81歲，英國音響工程師，BBC無線電工作室的創始人，自然原因。[40]
- 摩西·哈迪（Moses Hardy），112歲，美國超級百歲老人，已知最年長的美國人，最後一位非裔美國人第一次世界大戰老兵，自然原因。[41]
- 約翰尼·布萊恩·亨特（Johnnie Bryan Hunt），79歲，美國卡車運輸主管，J.B.亨特運輸服務公司（J.B. Hunt Transport Services）創始人，因跌倒而頭部受傷。[42]
- 金亨七，47歲，2006年亞運會韓國馬術運動員，被摔倒的馬壓死。[43]
- 珍妮·柯克派翠克（Jeane Kirkpatrick），80歲，美國駐聯合國大使（1981-1985），心力衰竭。[44]
- 克里斯·尼爾森（Chris Nelson），46歲，美國攝影師，心臟病發作。[45]
- 傑伊·麥克尚（Jay McShann），90歲，美國藍調和搖擺鋼琴家，樂隊領隊和歌手，自然原因。[46]

### 8日
- William H. Briare，76歲，美國政治家，拉斯維加斯市長（1975-1987）。[47]
- 科林·圖斯爵士，81歲，英國秘密情報局局長（1982-1985），自然原因。[48]
- 瑪莎·蒂爾頓（Martha Tilton），91歲，美國爵士樂和搖擺歌手，與本尼·古德曼（Benny Goodman）合作，自然原因。[49]
- 菲力浦·塔爾（Philip Tower），89歲，英國陸軍上將。[50]
- 何塞·烏里韋（José Uribe），47歲，多明尼加棒球遊擊手（1984-1993），車禍。[51]

### 9日
- Koula Agagiotou，91歲，希臘女演員（退休），自然原因。[52]
- 彼得·德羅（Peter Derow），62歲，美國古典學者，心臟病發作。[53]
- 喬治亞·吉布斯（Georgia Gibbs），87歲，美國歌手（“火之吻”），以在白血病《Your Hit Parade》中的工作而聞名。[54]
- 拉爾夫·岡伯格（Ralph Gomberg），85歲，波士頓交響樂團美國首席雙簧管演奏家，原發性側索硬化症。[55]
- 安德列·洛馬金，42歲，俄羅斯冰球運動員，1988年冬奧會金牌得主，長期患病（癌症）。[56][57]
- 馬丁·諾德爾（Martin Nodell），91歲，美國漫畫家和廣告藝術家，黃金時代綠燈俠的創造者，自然原因。[58]
- Tremayne Rodd，第三代 Baron Rennell，71歲，蘇格蘭英國橄欖球聯盟球員，癌症。[59]

### 10日
- 馬里奧·列雷納（Mario Llerena），93歲，古巴知識份子，作家和前卡斯特羅支援者，後來成為批評家，自然原因。[60]
- 薩爾瓦多·帕帕拉多，88歲，義大利巴勒莫大主教（1970-1996），自然原因。[61]
- 奥古斯托·皮诺切特，91歲，智利總統（1973-1990），心臟病發作併發症。[62]
- 大衛·伍德（David Wood），43歲，美國環保活動家。[63]

### 11日
- 伊莉莎白·博登（Elizabeth Bolden），116歲，美國最年長的人（2006年），自然原因。[64]
- 肯尼斯·康明斯（Kenneth Cummins），106歲，第一次世界大戰的英國退伍軍人，自然原因。[65]
- 湯姆·格雷戈里（Tom Gregory），79歲，美國電視新聞主播和播音員，心臟病。[66]
- 荷馬·萊德福德（Homer Ledford），79歲，美國藍草音樂家，吉他和揚琴制琴師，盧·賈里格病和中風。[67][68]
- 羅德丞，71歲，香港政治人物，心臟病發作。[69]
- 科林·梅爾（Colin Mair），86歲，英國開爾文學院（Kelvinside Academy）校長。[70]
- 沃爾特·沃德（Walter Ward），66歲，美國奧運會主唱，病情不詳。[71]

### 12日
- 保罗·阿里金，78歲，美國籃球運動員（費城勇士隊）。[72]
- 彼得·博伊爾（Peter Boyle），71歲，美國演員（《年輕的弗蘭肯斯坦》，《人人都愛雷蒙德》，《計程車司機》），艾美獎得主（1996年），多發性骨髓瘤。[73]
- 肯尼·達文（Kenny Davern），71歲，美國爵士單簧管演奏家，心臟病發作。[74]
- Cor van der Hart，78歲，荷蘭足球運動員，自然原因。[75]
- 奧斯卡·克萊因（Oscar Klein），76歲，奧地利出生的爵士小號手，心臟病發作。[76]
- 安托萬·拉布（Antoine Raab），93歲，德國足球運動員和反法西斯主義者，自然原因。[77]
- Eliyathamby Ratnasabapathy，68歲，斯里蘭卡泰米爾激進內戰領導人，長期患病。[78]
- 埃利斯·魯賓（Ellis Rubin），81歲，美國律師和作家，癌症。[79]
- Raymond P. Shafer，89歲，美國賓夕法尼亞州州長（1967-1971），心力衰竭併發症。[80]
- Alan Shugart，76歲，美國磁碟驅動器先驅，希捷科技聯合創始人，心臟手術併發症。[81]
- 查理斯·斯托頓（Charles Stourton），第26代莫佈雷男爵（Baron Mowbray），83歲，英國保守黨上議院黨鞭，肺炎。[82]

### 13日
- 亨利·比奇爾，100歲，美國農業學家，1996年世界糧食獎獲得者。[83]
- 愛琳·卡迪（Eileen Caddy），89歲，英國芬德霍恩基金會（Findhorn Foundation）聯合創始人，自然原因。[84]
- 理查·卡爾森（Richard Carlson），45歲，美國作家（不要為小事出汗），心臟病發作。[85]
- 洛约拉·德帕拉西奥（Loyola de Palacio），56歲，歐盟委員會西班牙副主席，癌症。[86]
- 阿爾夫·德拉尼，95歲，愛爾蘭奧運水手[87]
- 安赫爾·涅維斯·迪亞斯，55歲，波多黎各殺人犯，注射死刑。[88]
- 思鄉的詹姆斯，96歲，美國藍調音樂家，自然原因。[89]
- 拉瑪律·亨特（Lamar Hunt），74歲，堪薩斯城酋長隊的美國老闆，“超級碗”一詞的創造者，前列腺癌的併發症。[90]
- 伯納德·克萊曼（Bernard Kleiman），78歲，美國鋼鐵工人聯合會（United Steelworkers of America）的美國總法律顧問，心臟病發作。[91]
- 查理斯·彼得·麥科洛（Charles Peter McColough），84歲，施樂公司（Xerox Corporation）加拿大首席執行官，心臟驟停。[92]
- 马里奥·拉瓦尼安（Mario Ravagnan），75歲，義大利奧運擊劍運動員。[93]

### 14日
- 安東·巴拉辛厄姆（Anton Balasingham），69歲，斯里蘭卡猛虎組織高級談判代表，膽管癌。[94]
- 約翰·布裡奇（John Bridge），91歲，英國喬治十字勳章和喬治獎章獲得者，自然原因。[95]
- Camille Darsières，74歲，馬丁尼克島第三選區的法國政治家代表（1993-2002）。[96]
- 艾哈迈德·艾特根（Ahmet Ertegün），83歲，美國商人，大西洋唱片公司（Atlantic Records）聯合創始人，在滾石樂隊（Rolling Stones）演唱會上摔倒頭部受傷。[97]
- 邁克·埃文斯（Mike Evans），57歲，美國演員（傑斐遜一家），喉癌。[98]
- 凱特·弗萊明（Kate Fleming），41歲，美國女演員，有聲讀物製作人和敘述者，溺水身亡。[99]
- 约翰·汉密尔顿，84歲，英國政治家，利物浦市議會領導人（1983-1986），肺病。[100]
- 羅伯特·朗（Robert Long），63歲，荷蘭歌手，癌症。[101]
- Sivuca，76歲，巴西手風琴家和作曲家，癌症。[102][103]

### 15日
- 24歲的聖馬利諾足球運動員費德里科·克雷森蒂尼（Federico Crescentini）溺水身亡。[104]
- Mimi Jennewein，85-86歲，美國畫家。[105]
- 弗蘭克·詹森（Frank Johnson），63歲，英國記者，《旁觀者》（The Spectator）編輯（1995-1999），癌症。[106]
- 克雷·雷加佐尼，67歲，瑞士一級方程式賽車手（1970-1980），車禍。[107]
- 瑪麗·斯托爾茨（Mary Stolz），86歲，美國青年小說家（Belling the Tiger，The Noonday Friends），自然原因。[108]
- Matt Zunic，87歲，美國籃球運動員和教練。[109]

### 16日
- Don Jardine，66歲，加拿大職業摔跤手，心臟病發作和白血病。[110]
- Chicho Jesurun，59歲，來自荷屬安的列斯群島的荷蘭棒球運動員和教練，心臟病發作。[111]
- 小城之花正昭，71歲，日本相撲選手。[112]
- Goce Nikolovski，59歲，馬其頓歌手，自殺。[113]
- 塔利普·彼得森（Taliep Petersen），南非劇院主持人，被槍殺。[114]
- 約翰·雷，75歲，英國教育家和作家，威斯敏斯特學校校長（1970-1986）。[115]
- Pnina Salzman，84歲，以色列鋼琴家，自然原因。[116]
- 塞西爾·特拉維斯（Cecil Travis），93歲，美國棒球運動員（華盛頓參議員），自然原因。[117]
- 拉裡·佐克斯（Larry Zox），69歲，美國藝術家，癌症。[118]

### 17日
- 蒂米·羅傑斯（Timmie Rogers），91歲，美國喜劇演員，創作歌手，樂隊領隊和演員。
- 喬·吉爾（Joe Gill），87歲，美國漫畫作家（原子船長，和平締造者）。[119]
- 岸田今日子，76歲，日本女演員，腦瘤導致呼吸衰竭。[120]
- 埃斯科·尼卡里（Esko Nikkari），68歲，芬蘭演員，肺炎。[121]
- Larry Sherry，71歲，美國棒球運動員（洛杉磯道奇隊），1959年世界大賽MVP，癌症。[122]

### 18日
- 阿卜杜勒·阿米爾·賈姆里（Abdul Amir al-Jamri），67歲，巴林什葉派穆斯林神職人員，心力衰竭和腎衰竭。[123]
- 約瑟夫·巴貝拉（Joseph Barbera），95歲，美國漫畫家，漢娜·巴貝拉製作公司（Hanna-Barbera Productions）的聯合創始人，自然原因。[124]
- 露絲·伯恩哈德（Ruth Bernhard），101歲，美國攝影師，自然原因。[125]
- W·克雷格·布羅德沃特（W. Craig Broadwater），56歲，美國法官，癌症。[126]
- 鄧尼斯·卡特，卡特男爵，74歲，英國政治家，上議院首席黨鞭（1997-2002），癌症。[127]
- 邁克·迪金（Mike Dickin），63歲，英國talkSPORT電臺主持人，車禍。[128]
- Mavor Moore，87歲，加拿大作家、演員、廣播和電視製片人，生病。[129]
- Mollie Orshansky，91歲，美國統計學家和經濟學家，心臟驟停。[130]
- 丹尼爾·平克漢姆（Daniel Pinkham），83歲，美國作曲家，自然原因。[131]

### 19日
- Len Ablett，90歲，澳大利亞足球運動員。[132]
- 傑克·伯恩利（Jack Burnley），95歲，美國漫畫家（超人，蝙蝠俠，星際人）。[133]
- Oonah McFee，90歲，加拿大作家。[134]
- Maj-Britt Nilsson，82歲，瑞典女演員（《夏日插曲》《女人的秘密》）。[135]
- 阿富汗塔利班指揮官阿赫塔爾·穆罕默德·奧斯馬尼（Akhtar Mohammad Osmani）空襲。[136]
- 伊莉莎白·里弗斯-布爾克利（Elisabeth Rivers-Bulkeley），82歲，出生於奧地利，是倫敦證券交易所的第一位英國女性會員。[137]
- 羅伊·沃德（Roy Ward），83歲，澳大利亞政治家。[138]

### 20日
- 青岛幸男，74歲，日本喜劇演員，東京都知事（1995-1999），骨髓增生異常綜合征。[139]
- 約翰·畢曉普，77歲，美國編劇和劇作家。[140]
- Elkan Blout，87歲，美國生物化學家（哈佛大學和寶麗來公司），肺炎。[141]
- 安妮·羅傑斯·克拉克（Anne Rogers Clark），77歲，美國犬展評委（威斯敏斯特養犬俱樂部犬展），與結腸癌相關的腎衰竭。[142]
- 马季，72歲，中國祥生演員，心臟病發作。[143]
- 米克·穆裡根（Mick Mulligan），78歲，英國爵士小號手和樂隊領隊。[144]
- 中島忠幸，35歲，日本喜劇演員，二人組成員CUNNING，肺炎和白血病併發症。[145]
- Piergiorgio Welby，60歲，義大利詩人和安樂死宣導者，取消生命支援。[146]

### 21日
- 斯科比·佈雷斯利（Scobie Breasley），92歲，澳大利亞騎師，中風。[147]
- 羅傑里奧·奧利維拉·達科斯塔，30歲，巴西出生的馬其頓足球運動員，心臟病發作。[148]
- 露易絲·霍爾（Lois Hall），80歲，美國女演員，心臟病發作和中風。[149]
- 耶日·賈尼科夫斯基（Jerzy Janikowski），54歲，波蘭奧運擊劍運動員。[150]
- 皮埃爾·盧基（Pierre Louki），86歲，法國演員和創作歌手。[151]
- 萨帕尔穆拉特·尼亚佐夫，66歲，土庫曼共產黨書記（1985-1991），總統（1990-2006），心臟驟停。[152]
- 菲利帕·皮爾斯（Philippa Pearce），86歲，英國兒童作家，中風。[153]
- 卡爾·施特勞斯（Karl Strauss），94歲，德國出生的Pabst和Karl Strauss Brewing Company的釀酒師，自然原因。[154]
- 悉尼·伍德森，92歲，英國律師和田徑運動員，一英里跑世界紀錄保持者（1937-1942），腎衰竭。[155]

### 22日
- 理查·波士頓（Richard Boston），67歲，英國記者和作家，生病。[156]
- 山姆·查普曼（Sam Chapman），90歲，美國運動員，阿爾茨海默病。[157]
- 歐文·拉扎爾（Ervin Lázár），70歲，匈牙利作家，科蘇特獎獲得者，肺衰竭。[158]
- 鄧尼斯·林德（Dennis Linde），63歲，美國詞曲作者（《燃燒的愛》、《再見伯爵》），特發性肺纖維化。[159]
- 邁克爾·莫裡森（Michael Morrison），60歲，美國色情演員。[160]
- 埃琳娜·穆希娜（Elena Mukhina），46歲，俄羅斯體操運動員，四肢癱瘓併發症。[161]
- 特伦斯·奥布赖恩（Terence O'Brien），85歲，英國外交官，駐尼泊爾、緬甸和印尼大使。[162]
- 菲力浦·派恩（Phillip Pine），86歲，美國演員。[163]
- Thomas Shoyama，90歲，加拿大政治家，心力衰竭和帕金森病。[164]
- 加琳娜·乌斯特沃尔斯卡娅（Galina Ustvolskaya），87歲，俄羅斯作曲家，自然原因。[165]

### 23日
- 索爾·卡特（Sol Carter），98歲，美國棒球運動員。[166]
- 查理·德雷克（Charlie Drake），81歲，英國喜劇演員，演員和歌手（My Boomerang Won't Come Back），中風相關疾病。[167]
- 威爾瑪·戴克曼（Wilma Dykeman），86歲，美國作家和記者，髖部骨折后的併發症。[168]
- Dutch Mason，68歲，加拿大藍調音樂家，糖尿病併發症。[169]
- Bo Mya，79歲，緬甸叛軍領袖，心臟病和糖尿病併發症。[170]
- Rosina Raisbeck，90歲，澳大利亞女高音歌唱家。[171]
- 罗伯特·斯塔福德，93歲，美國政治家，佛蒙特州州長（1959-1961）和參議員（1971-1989），自然原因。[172]
- 蒂莫西·托比亞斯（Timothy J. Tobias），54歲，美國作曲家和音樂家。[173]

### 24日
- Gino D'Antonio，79歲，義大利漫畫作家和藝術家。[174]
- Braguinha，99歲，巴西作曲家，多器官衰竭。[175]
- 米尔科·桑迪奇，64歲，塞爾維亞奧運水球運動員。[176]
- 肯尼斯·西弗森（Kenneth Sivertsen），45歲，挪威民謠歌手，喜劇演員和詩人，腦外傷。[177]
- 弗蘭克·斯坦頓（Frank Stanton），98歲，哥倫比亞廣播公司（CBS）美國總裁（1946-1971）。[178]

### 25日
- 詹姆士·布朗（James Brown），73歲，美國靈魂歌手和樂隊領隊，與肺炎有關的心力衰竭。[179]
- 約翰·布徹（John Butcher），60歲，英國保守黨議員（1979-1997），心臟病發作。[180]
- 鮑勃·科頓爵士，91歲，澳大利亞政治家和駐美國大使（1982-1985年，1991-1994年）。[181]
- 斯文·林德伯格（Sven Lindberg），88歲，瑞典演員。[182]
- Ingerid Vardund，79歲，挪威女演員。[183]

### 26日
- 羅伯特·博姆（Robert Boehm），92歲，美國律師，憲法權利中心（Center for Constitutional Rights）主席。[184]
- 哈羅德·博勒斯爵士，91歲，圭亞那法學家，首席大法官。[185]
- 克裡斯·布朗（Chris Brown），45歲，美國棒球運動員，燒傷併發症。[186]
- 杰拉尔德·福特（Gerald Ford），93歲，美國政治家，總統（1974-1977），副總統（1973-1974），動脈硬化性腦血管疾病和瀰漫性動脈硬化。[187]
- 伊瓦尔·福尔莫，55歲，挪威越野滑雪運動員和奧運會冠軍，溺水身亡。[188]
- 約翰·希思-斯塔布斯（John Heath-Stubbs），88歲，英國詩人和翻譯家，肺癌。[189]
- Martin David Kruskal，81歲，美國數學家（普林斯頓大學），中風。[190]
- 費爾南德·諾爾特（Fernand Nault），85歲，加拿大芭蕾舞演員和藝術總監，帕金森病。[191]
- 乔治·斯内尔（George Snell），99歲，加拿大聖公會主教，多倫多主教（1966-1972）。[192]

### 27日
- 理查·迪恩（Richard Dean），50歲，美國模特，攝影師和電視節目主持人（封面照片），胰腺癌。[193]
- 皮埃爾·德拉諾（Pierre Delanoë），88歲，法國作詞人，心臟驟停。[194]
- 斯科蒂·格拉肯（Scotty Glacken），62歲，美國喬治城大學橄欖球教練（1970-1992）。[195]
- 伊奇·戈德堡（Itche Goldberg），102歲，波蘭出生的美國作家和意第緒語保護主義者。[196]
- Marmaduke Hussey，北布蘭得利男爵Hussey，83歲，英國媒體主管，BBC理事會主席（1986-1996）。[197]
- 湯米·桑德林（Tommy Sandlin），62歲，瑞典冰球教練。[198]

### 28日
- 格雷西·科爾（Gracie Cole），82歲，英國小號手和樂隊領隊。[199]
- 尼古拉·格拉涅里（Nicola Granieri），64歲，義大利奧運擊劍運動員。[200]
- 賈邁勒·卡里米-拉德（Jamal Karimi-Rad），50歲，伊朗司法部長，車禍。[201]
- 曼迪·米切爾-英尼斯（Mandy Mitchell-Innes），92歲，英國最年長的在世板球運動員，自然原因。[202]
- 傑克·邁爾斯（Jack Myers），93歲，美國生物學家和科學特約編輯（兒童亮點），膀胱癌。[203]
- 賈裡德·內森（Jared Nathan），21歲，美國演員（ZOOM），車禍。[204]
- Gershon Shaked，77歲，以色列作家和希伯來文學教授。[205]
- 阿羅爾多·蒂耶里（Aroldo Tieri），89歲，義大利演員。[206]

### 29日
- 哈拉爾德·佈雷德森（Harald Bredesen），88歲，美國路德教牧師，提倡說方言，摔倒后受傷。[207]
- 巴德·德爾普（Bud Delp），74歲，美國賽馬訓練師，入選純種賽馬名人堂，癌症。[208]
- 約翰尼·吉布森（Johnny Gibson），101歲，美國400米跨欄世界紀錄保持者（1927-1928）。[209]
- 查理斯·阿多·奧達梅蒂，69歲，迦納足球運動員。[210]
- 查理·泰拉（Charlie Tyra），71歲，美國籃球運動員，心力衰竭。[211]

### 30日
- 弗蘭克·坎帕內拉（Frank Campanella），87歲，美國角色演員。[212]
- Mitzi Cunliffe，88歲，美國雕塑家。[213]
- 伊莉莎白·格林希爾（Elizabeth Greenhill），99歲，英國裝訂工[214]
- 萨达姆·侯赛因，69歲，伊拉克總統（1979-2003），絞刑。[215]
- 安東尼·蘭姆頓（Antony Lambton），84歲，英國保守黨政府大臣。[216]
- 唐納德·默里（Donald Murray），82歲，美國專欄作家。[217]
- 武藤亞澄，20歲，日本模特和女演員，兇殺案。[218]
- 蜜雪兒·普拉斯（Michel Plasse），58歲，加拿大冰球運動員，心臟驟停。[219]
- 傑拉爾德·華盛頓（Gerald Washington），57歲，美國路易士安那州韋斯特萊克市當選市長，被槍殺。[220]

### 31日
- Marv Breeding，72歲，美國職業棒球大聯盟球員（金鶯隊，道奇隊）。[221]
- 約翰·丹尼森（John Denison），95歲，英國音樂管理員。[222]
- 詹姆斯·哈德（James Harder），80歲，美國土木工程師。[223]
- Ya'akov Hodorov，79歲，以色列足球守門員，中風。[224]
- 西摩·马丁·利普塞特（Seymour Martin Lipset），84歲，美國社會學家，中風。[225]
- Liese Prokop，65歲，奧地利運動員和內政部長（2004-2006），主動脈夾層。[226]
- 喬·沃爾頓（Joe Walton），81歲，英格蘭足球運動員（普雷斯頓北區）。[227]